# San Marcellino
 San Marcellino  község (comune) Olaszország Campania régiójában, Caserta megyében.

## Fekvése
A megye déli részén fekszik, Nápolytól 20  km-re északnyugatra, Caserta városától 15 km-re délnyugati irányban. Határai: Aversa, Casapesenna, Frignano, Trentola-Ducenta és Villa di Briano.

## Története
A település eredetére vonatkozóan nincsenek pontos adatok. Első említése a 12. századból származik. A következő századokban nemesi birtok volt. A 19. században nyerte el önállóságát, amikor a Nápolyi Királyságban felszámolták a feudalizmust. 1927 és 1946 között Villa di Briano része volt. 

## Népessége
A népesség számának alakulása:

## Főbb látnivalói
- San Marcellino-templom
- Santa Maria delle Grazie-templom
- Santissimo Crocifisso-kápolna'